# Cenk Güvenç
Cenk Güvenç (* 29. Dezember 1991 in Seligenstadt) ist ein deutsch-türkischer Fußballspieler.

## Karriere

### Jugend
Güvenç, dessen Familie in den 1960er Jahren aus dem türkischen Izmir nach Deutschland kam, besuchte in Seligenstadt die Merianschule und spielte in seiner Jugend bei den Sportfreunden Seligenstadt, wo ihn sein Vater bereits im Alter von fünf Jahren angemeldet hatte. Bei einem 3:3-Remis in einem Jugendspiel im Jahre 2000, in dem Güvenç alle drei Tore erzielte, machte der heutige Abwehrspieler zum ersten Mal Bekanntschaft mit den Kickers Offenbach. Nach ein paar Wochen wurde er dann vom OFC kontaktiert und zu einem Probetraining bestellt. Kurz darauf wechselte er in die Nachwuchsabteilung der Offenbacher.
Güvenç, der in Mergim Mavraj, ebenfalls ein Absolvent der Merianschule, sein Vorbild sieht, war rund zehn Jahre in der Jugend der Offenbacher Kickers im Einsatz. So kam er bis zur Saison 2008/09 zu mehreren Jugendligaeinsätzen, davon zuletzt zu 24 Spielen und einem Tor in der A-Junioren-Bundesliga. Nach dieser Saison belegte die Mannschaft mit dem zwölften Rang einen Abstiegsplatz und musste so den Abstieg in die untergeordnete Liga antreten.

### Verein
Zur Sommerpause vor der Spielzeit 2009/10 wechselte der zu diesem Zeitpunkt 17-jährige Güvenç zu Gaziantepspor in die Türkei, wo er einen Dreijahresvertrag bis Ende Juni 2012 unterschrieb. Am 2. Oktober 2009 gab er schließlich sein Profidebüt, als er beim 0:0-Auswärtsremis gegen Trabzonspor die volle Spieldauer auf dem Rasen stand. Insgesamt kam er in der Saison 2009/10 zu sieben Einsätzen. In der Saison 2010/11 war er nur noch dreimal im Kader, kam jedoch nicht zum Einsatz. Von 2010 bis 2012 spielte er größtenteils nur noch für die Nachwuchs- und Reservemannschaft.
Am 20. Juli 2012 wurde bekannt, dass Güvenç nach Ablauf seines Vertrages zur zweiten Mannschaft von Atlético Madrid wechseln wird, wo er einen Einjahresvertrag unterschrieb.
Nachdem sein Vertrag in Madrid ausgelaufen war, kehrte Güvenç zurück in die Türkei und unterschrieb beim Aufsteiger Çaykur Rizespor einen Zweijahresvertrag.
Die Rückrunde der Saison 2013/14 sowie die gesamte Saison 2014/15 verbrachte er auf Ausleihbasis bei Karşıyaka SK. Nach insgesamt 41 Einsätzen und zwei Toren in der TFF 1. Lig wechselte Güvenç im Sommer 2015 innerhalb der Ägäisregion zum Ligarivalen Denizlispor und unterschrieb dort für zwei Jahre. Sein erstes Tor für Denizlispor erzielte er am 9. April 2018 im Auswärtsspiel gegen Balıkesirspor, als er in der 42. Spielminute per Kopfball traf.
Nach über dreieinhalb Jahren bei Denizlispor wechselte Güvenç im Januar 2019 zum Ligakonkurrenten Afjet Afyonspor.

### Nationalmannschaft
Im Februar 2009 stand der junge Verteidiger erstmals im Kader der türkischen U-19-Nationalmannschaft. Für diese absolvierte er bis Januar 2010 elf Spiele. Im April 2009 kam er unter U-18-Nationaltrainer Ogün Temizkanoğlu zu drei Einsätzen in der U-18-Auswahl.

## Erfolge
Gaziantepspor
- Spor-Toto-Pokal: 2012